# Ecsenius melarchus
Ecsenius melarchus es una especie de pez de la familia Blenniidae en el orden de los Perciformes.

## Morfología
• Los machos pueden llegar alcanzar los 5 cm de longitud total.

## Reproducción
Es ovíparo.

## Hábitat
Es un pez de mar y de clima tropical y asociado a los  arrecifes de coral que vive hasta los 31 m de profundidad.

## Distribución geográfica
Se encuentra en las Filipinas, Indonesia y Malasia (Sabah ).